# Teuge
Teuge is een dorp in de Nederlandse provincie Gelderland. Het dorp ligt tussen Apeldoorn en Twello en maakt deel uit van de gemeente Voorst; er wonen 1.035 mensen (1 januari 2023). Teuge ligt aan de provinciale weg 344. Naast landbouw en veehouderij zijn recreatie en toerisme van groot belang.
Teuge is vooral bekend vanwege het vliegveld, Vliegveld Teuge. Hier zijn onder andere het Nationaal ParaCentrum Teuge en Vliegclub Teuge gevestigd. Het (zweef)vliegveld trekt veel recreanten.
Het dorp ligt in de IJsselvallei, tussen de Veluwe en Salland. Dit is een gebied met een landelijk karakter. Teuge ligt niet ver van de steden Apeldoorn, Deventer en Zutphen.

## Monumenten

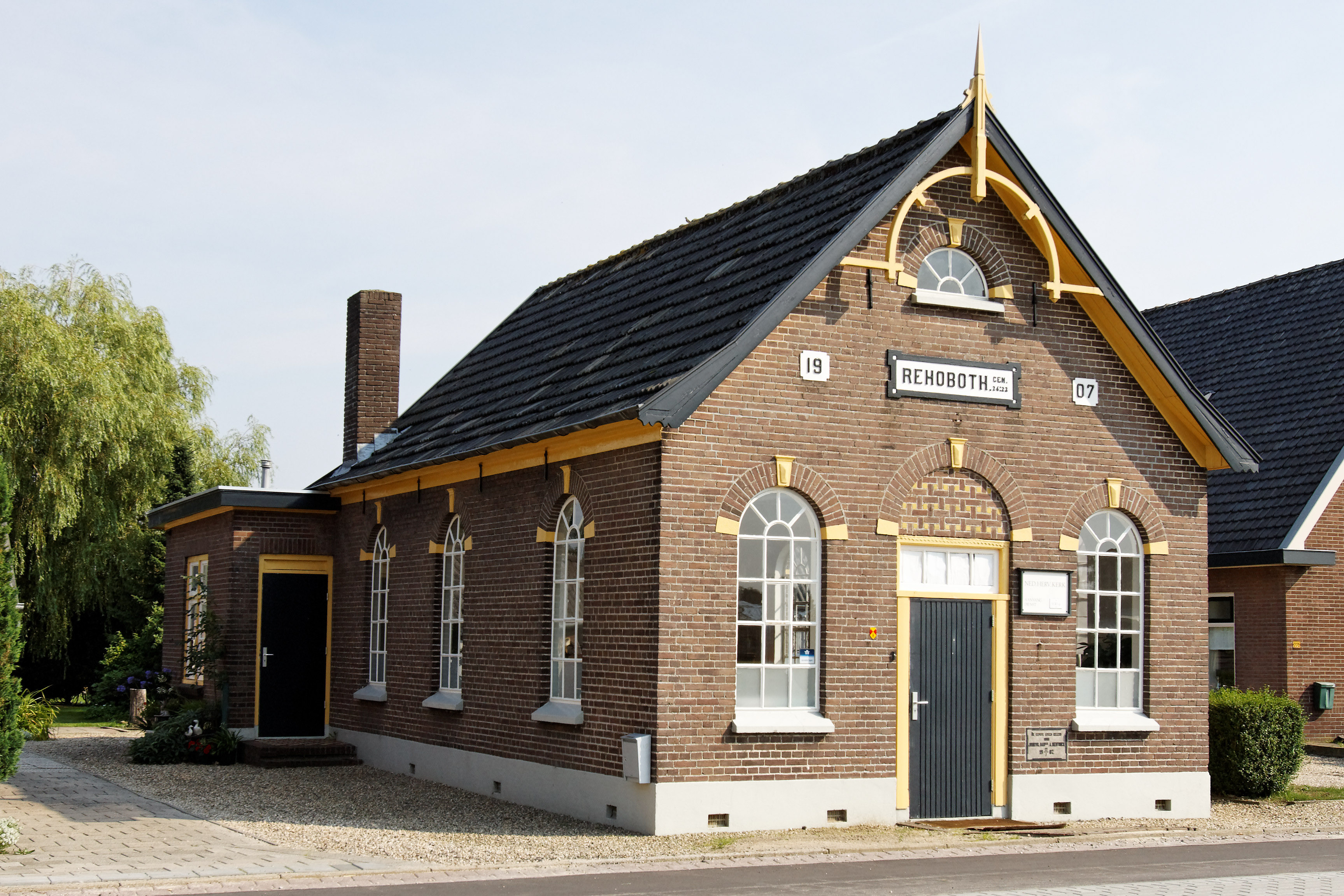
Rehoboth (2010)

Teuge heeft een geschiedenis die teruggaat tot in de middeleeuwen. Het kent acht monumenten, te weten:
Rijksmonumenten
- Het Kleine Zand, oude houten landbouwschuur met rietdekking, bouwjaar niet bekend
- Rehoboth, zaalkerkje uit 1907

Gemeentelijke monumenten
- De Beukelaar, boerderij van het type hallenhuis, voor het eerst vermeld in 1333
- ‘t Slyck, hallenhuisboerderij uit 1823
- 't Middenzand, hallenhuisboerderij uit 1900
- Boerderij Klein Hontschoten
- Twee leilinden bij boerderij Klein Hontschoten
- De Zwaan, voormalig café-restaurant uit 1900. De oorsprong zou teruggaan tot de 17de eeuw.

## Station
In Teuge was vroeger een treinstation aan de spoorlijn Apeldoorn - Deventer: station Teuge. Het werd geopend in 1887 en gesloten in 1935. Het stationsgebouw met perron genaamd "Het hoge vonder" is afgebroken in 1950. Het spoorwachtershuis uit 1907 staat er nog en is rond 2000 geheel gerenoveerd.

## Belangrijke gebeurtenissen
Op 2 augustus 1945 zetten prinses Juliana en haar dochters Beatrix, Irene en Margriet op vliegveld Teuge voor het eerst na de Tweede Wereldoorlog voet op Nederlandse bodem. Ze werden afgehaald door prins Bernhard. Ter herinnering hieraan is er op 7 september 1985 een monument van de beeldhouwer Harry Meek onthuld door prinses Margriet.

## Verenigingsleven
Teuge is rijk aan verenigingen die de leefbaarheid van het dorp vergroten. Deze verenigingen organiseren jaarlijks terugkerende activiteiten zoals een dorpsfeest, de speelweek, sportevenementen en toneelvoorstellingen. De belangrijkste verenigingen zijn:
- Algemeen Belang Teuge (toneel, bejaardensoos)
- SP Teuge (voetbal, volleybal, tennis, gymnastiek en futsal)
- SJW Peco (jongerensoos, dorpsfeest, kinderspeelweek, touwtrekken)
- Zweefvliegclub Teuge (jongerensoos, kampen, feesten en zweefvliegen)
- Vereniging ParaCentrum Teuge (Clubbar, feesten en parachutespringen)
- Vliegclub Teuge (motorvliegen, zweefvliegen)

## Boeken over Teuge
- Teuge "op den Toega" Teuge toen en nu, door J.J. Speelziek, 1980
- Van op den Toega naar Teuge, door J.J. Speelziek, 1990